# Ежевичный (Свердловская область)
Ежевичный — посёлок в Верхнесалдинском городском округе Свердловской области. Управляется территориальной администрацией посёлка Басьяновский. До 22 ноября 1966 года назывался посёлок 25-го километра.

## География
Населённый пункт расположен на водоразделе рек Тагил и Тура в 28 км на северо-восток от административного центра округа — города Верхняя Салда.

## История
В 1966 году Указом Президиума ВС РСФСР посёлок 25-го километра переименован в Ежевичный.

## Население
| 2002 | 2010 | 2021 |
| ---- | ---- | ---- |
| 133  | ↘95  | ↘5   |

## Инфраструктура
Посёлок разделён на шесть улиц (Выйская, Крупской, Лермонтова, Лесная, Строителей, Центральная).